# Třída Shivalik
Třída Shivalik (jinak též Projekt 17) je třída víceúčelových fregat indického námořnictva. Jsou to první stealth fregaty indického námořnictva. Třída zahrnuje celkem tři jednotky, po jejichž dokončení na ně má navázat nový třída Nilgiri.
Celá třída a její první jednotka jsou pojmenovány po pohoří Siválik. Také následující jednotky nesou jména indických pohoří.

## Stavba

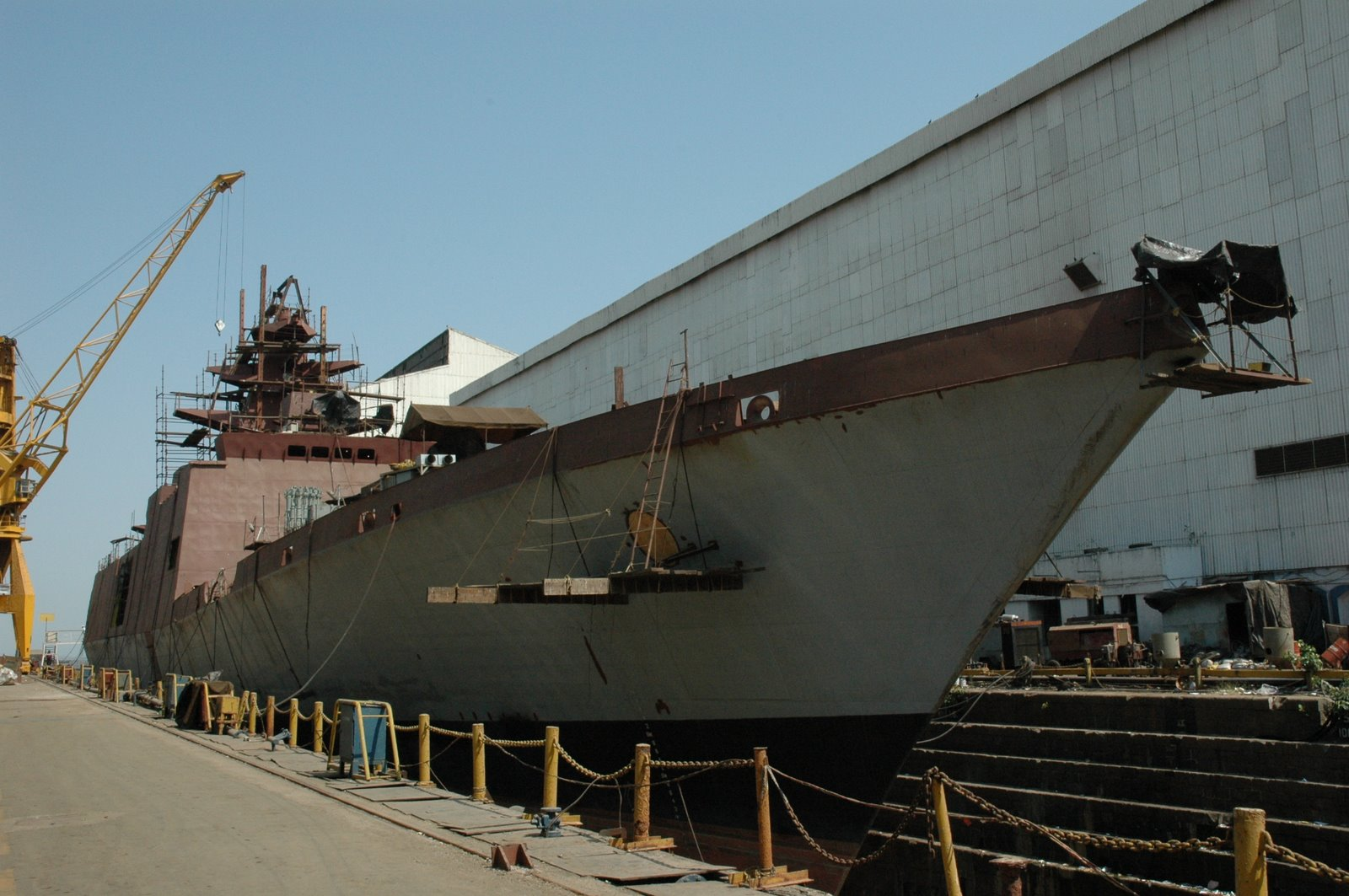
Rozestavěná fregata INS Sahyadri

Celou tříčlennou třídu postavily loděnice Mazagon Dock Limited. Všechny tři jednotky byly objednány v roce 1997 a realizace projektu začala v roce 2000. Stavba první jednotky Shivalik začala v červenci 2001, v dubnu 2003 byla spuštěna a do služby vstoupila 29. dubna 2010. Fregata Satpura byla do služby zařazena v roce 2011 a Sahyadri roku 2012. Každá fregata stojí přibližně 650 milionů dolarů.
Jednotky třídy Shivalik:
| Jméno               | Založení kýlu     | Spuštěna        | Vstup do služby   | Status  |
| ------------------- | ----------------- | --------------- | ----------------- | ------- |
| INS Shivalik (F 47) | 11. července 2001 | 18. dubna 2003  | 29. dubna 2010    | aktivní |
| INS Satpura (F 48)  | 31. října 2002    | 4. června 2004  | 20. srpna 2011    | aktivní |
| INS Sahyadri (F 49) | 30. září 2003     | 27. května 2005 | 21. července 2012 | aktivní |

## Konstrukce

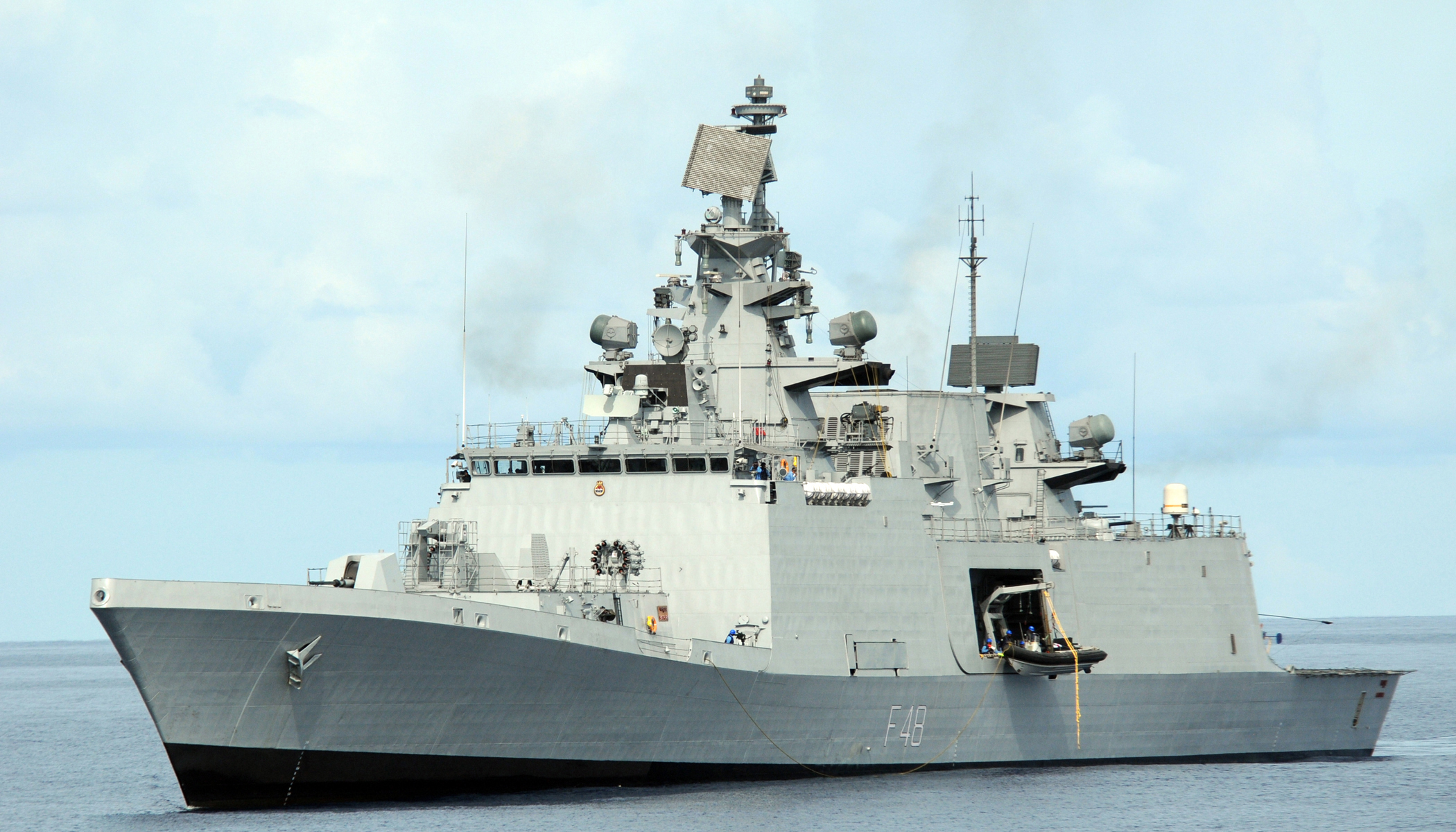
INS Satpura

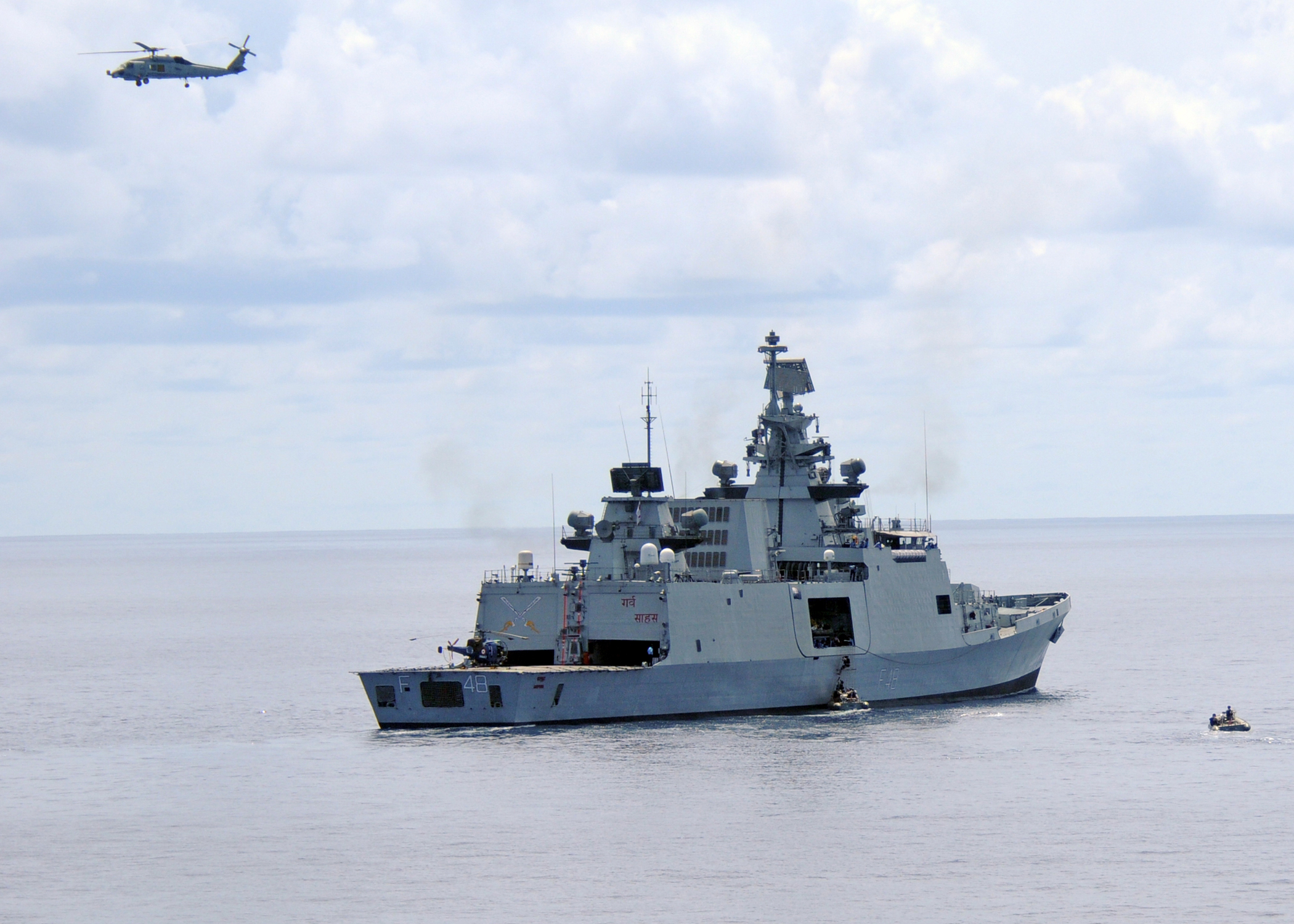
INS Satpura

Konstrukce lodí je vylepšením třídy Talwar. Je modulární a tvoří ji 172 celků. Jsou v ní uplatněny prvky technologií stealth. Oproti předchozím třídám jsou tyto fregaty účinnější při útocích na pozemní cíle.
Hlavňovou výzbroj představuje 76mm kanón BHEL SRGM (licenční výrobek zbrojovky 76mm kanón OTO Melara Seper Rapid) v dělové věži na přídi. Za ní se nachází jednoduché vypouštěcí zařízení ruských protiletadlových řízených střel 9M317 (v kódu NATO SA-N-12), kterých je neseno celkem 24 kusů. Ty dále doplňuje 32 izraelských řízených střel Barak 1, které slouží zejména k obraně vůči protilodním střelám. Na přídi se dále nachází osminásobné vertikální vypouštěcí silo, ve kterém jsou buď střely 3M-54 Klub, použitelné proti lodím i ponorkám, či nadzvukové protilodní/protizemní střely BrahMos. Na zádi je rovněž přistávací plošina a hangár pro dva vrtulníky Dhruv, Sea King či Ka-31.
Pohonný systém je koncepce CODOG. Pro plavbu ekonomickou rychlostí slouží dva diesely SEMT-Pielstick 16PA6V-280STC, každý o výkonu 7040 hp, a při bojovém nasazení se k nim přidají ještě dvě plynové turbíny General Electric LM2500+, každý o výkonu 33 600 hp. Lodní šrouby jsou dva. Nejvyšší rychlost dosahuje 32 uzlů, s diesely 22 uzlů.